# لورين ميرفي
لورين ميرفي (بالإنجليزية: Lauren Murphy) هي فنانة الدفاع عن النفس أمريكية، ولدت في 27 يوليو 1983 في أنكوريج في الولايات المتحدة.

## وصلات خارجية
- لورين ميرفي على موقع يو إف سي (الإنجليزية)
- لورين ميرفي على موقع شيردوغ (الإنجليزية)
- لورين ميرفي على موقع Tapology.com (الإنجليزية)
- لورين ميرفي على موقع فايت ماتريكس (الإنجليزية)
- لورين ميرفي على موقع IMDb (الإنجليزية)
- لورين ميرفي على موقع قاعدة بيانات الفيلم (الإنجليزية)